# Urania (planetka)
(30) Urania je planetka nacházející se v hlavním pásu asteroidů. Byla objevena 22. července 1854 britským astronomem Johnem Russellem Hindem. Své pojmenování nese po řecké múze Úranii.